# هيساو ميتا
هيساو ميتا (باليابانية: 三田 尚央) (20 مايو 1991 في أشيكاغا في اليابان – )؛ هو لاعب كرة قدم ياباني سابق كان يلعب كلاعب وسط.

## وصلات خارجية
- هيساو ميتا على موقع رابطة كرة القدم اليابانية للمحترفين (اليابانية)